# Lista de ministros do Turismo do Brasil
Esta é uma lista de ministros do Turismo do Brasil. 
De 19 de outubro de 1992, no governo do presidente Itamar Franco até o início do segundo governo do presidente Fernando Henrique Cardoso, em 1 de janeiro de 1999, o ministério era denominado Ministério de Indústria, Comércio e Turismo. A partir de então foi denominado Ministério do Esporte e Turismo, até o início do primeiro mandato do presidente Luiz Inácio Lula da Silva, em 1 de janeiro de 2003, quando foi denominado simplesmente Ministério do Turismo.

## Nova República(6.ª República)
| Nº | Foto | Nome                           | Órgão                                       | Início                 | Fim                    | Presidente                |
| -- | ---- | ------------------------------ | ------------------------------------------- | ---------------------- | ---------------------- | ------------------------- |
| 1  |      | José Eduardo de Andrade Vieira | Ministério de Indústria, Comércio e Turismo | 19 de outubro de 1992  | 22 de dezembro de 1993 | Itamar Franco             |
| 2  |      | Ailton Barcelos Fernandes      | Ministério de Indústria, Comércio e Turismo | 23 de dezembro de 1993 | 24 de janeiro de 1994  | Itamar Franco             |
| 3  |      | Élcio Álvares                  | Ministério de Indústria, Comércio e Turismo | 25 de janeiro de 1994  | 31 de dezembro de 1994 | Itamar Franco             |
| 4  |      | Dorothea Werneck               | Ministério de Indústria, Comércio e Turismo | 1 de janeiro de 1995   | 30 de abril de 1996    | Fernando Henrique Cardoso |
| 5  |      | Francisco Dornelles            | Ministério de Indústria, Comércio e Turismo | 6 de maio de 1996      | 29 de março de 1998    | Fernando Henrique Cardoso |
| 6  |      | José Botafogo Gonçalves        | Ministério de Indústria, Comércio e Turismo | 30 de março de 1998    | 31 de dezembro de 1998 | Fernando Henrique Cardoso |
| 7  |      | Rafael Greca                   | Ministério do Esporte e Turismo             | 1 de janeiro de 1999   | 5 de maio de 2000      | Fernando Henrique Cardoso |
| 8  |      | Carlos Melles                  | Ministério do Esporte e Turismo             | 9 de maio de 2000      | 8 de março de 2002     | Fernando Henrique Cardoso |
| 9  |      | Caio Cibella de Carvalho       | Ministério do Esporte e Turismo             | 8 de março de 2002     | 1 de janeiro de 2003   | Fernando Henrique Cardoso |
| 10 |      | Walfrido dos Mares Guia        | Ministério do Turismo                       | 1 de janeiro de 2003   | 22 de março de 2007    | Luiz Inácio Lula da Silva |
| 11 |      | Marta Suplicy                  | Ministério do Turismo                       | 23 de março de 2007    | 3 de junho de 2008     | Luiz Inácio Lula da Silva |
| 12 |      | Luiz Barretto Filho            | Ministério do Turismo                       | 3 de junho de 2008     | 31 de dezembro de 2010 | Luiz Inácio Lula da Silva |
| 13 |      | Pedro Novais                   | Ministério do Turismo                       | 1 de janeiro de 2011   | 14 de setembro de 2011 | Dilma Rousseff            |
| 14 |      | Gastão Vieira                  | Ministério do Turismo                       | 14 de setembro de 2011 | 17 de março de 2014    | Dilma Rousseff            |
| 15 |      | Vinicius Lages                 | Ministério do Turismo                       | 17 de março de 2014    | 16 de abril de 2015    | Dilma Rousseff            |
| 16 |      | Henrique Eduardo Alves         | Ministério do Turismo                       | 16 de abril de 2015    | 28 de março de 2016    | Dilma Rousseff            |
| —  |      | Alberto Alves (interino)       | Ministério do Turismo                       | 29 de março de 2016    | 21 de abril de 2016    | Dilma Rousseff            |
| 17 |      | Alessandro Teixeira            | Ministério do Turismo                       | 22 de abril de 2016    | 12 de maio de 2016     | Dilma Rousseff            |
| 18 |      | Henrique Eduardo Alves         | Ministério do Turismo                       | 12 de maio de 2016     | 16 de junho de 2016    | Michel Temer              |
| —  |      | Alberto Alves (interino)       | Ministério do Turismo                       | 17 de junho de 2016    | 5 de outubro de 2016   | Michel Temer              |
| 19 |      | Marx Beltrão                   | Ministério do Turismo                       | 5 de outubro de 2016   | 10 de abril de 2018    | Michel Temer              |
| 20 |      | Vinicius Lummertz              | Ministério do Turismo                       | 10 de abril de 2018    | 31 de dezembro de 2018 | Michel Temer              |
| 21 |      | Marcelo Álvaro Antônio         | Ministério do Turismo                       | 1 de janeiro de 2019   | 9 de dezembro de 2020  | Jair Bolsonaro            |
| 22 |      | Gilson Machado Neto            | Ministério do Turismo                       | 9 dezembro de 2020     | 31 de março de 2022    | Jair Bolsonaro            |
| 23 |      | Carlos Brito                   | Ministério do Turismo                       | 31 de março de 2022    | 1 de janeiro de 2023   | Jair Bolsonaro            |
| 24 |      | Daniela Carneiro               | Ministério do Turismo                       | 1 de janeiro de 2023   | 13 de julho de 2023    | Luiz Inácio Lula da Silva |
| 25 |      | Celso Sabino                   | Ministério do Turismo                       | 13 de julho de 2023    | —                      | Luiz Inácio Lula da Silva |